# بید علفی ارمنستانی
بید علفی ارمنستانی، علف خر ارمنستانی (نام علمی: Epilobium warakanse) نام یک گونه (زیست‌شناسی) از سرده بید علفی است.